# 전주서신중학교
전주서신중학교(全州西新中學校)는 대한민국 전북특별자치도 전주시 완산구 서신동에 있는 공립 중학교이다.

## 학교 연혁
- 1996년 7월 10일 : 전주 전룡중학교(27학급) 남·여공학 설립인가
- 1996년 10월 13일 : 전주서신중학교로 교명 변경
- 1998년 3월 2일 : 입학식(9학급 349명) 금암초등학교 별관에서 거행
- 1998년 11월 1일 : 신축교사 준공 입주(전주시 서신동 833번지)
- 2022년 3월 1일 : 제9대 김은영 교장 부임
- 2024년 2월 7일 : 제24회 졸업식 291명(총 9,856명)
- 2024년 3월 4일 : 제27회 입학식(10학급 290명)

## 참고 자료
- 전주서신중학교 - 한국교육학술정보원 학교알리미